# Sierra de Alpujata
Sierra de Alpujata är ett berg i Spanien.   Det ligger i provinsen Provincia de Málaga och regionen Andalusien, i den södra delen av landet, 400 km söder om huvudstaden Madrid. Toppen på Sierra de Alpujata är 1 074 meter över havet, eller 519 meter över den omgivande terrängen. Bredden vid basen är 8,0 km.
Terrängen runt Sierra de Alpujata är huvudsakligen kuperad. Runt Sierra de Alpujata är det tätbefolkat, med 308 invånare per kvadratkilometer. Närmaste större samhälle är Marbella, 12,1 km sydväst om Sierra de Alpujata. 